# Мелітопольський державний педагогічний університет імені Богдана Хмельницького
Мелітопольський державний педагогічний університет імені Богдана Хмельницького — один з університетів у місті Мелітополь, який існує з 1923 року. До складу університету входять навчально-наукові підрозділи: НДІ Біорізноманіття водних і наземних екосистем України, 10 наукових лабораторій, 9 науково-навчальних центрів, навчально-наукова база с. Богатир, Степанівський навчально-науковий польовий комплекс, агробіологічний комплекс.

## Структура
Університет готує фахівців на:

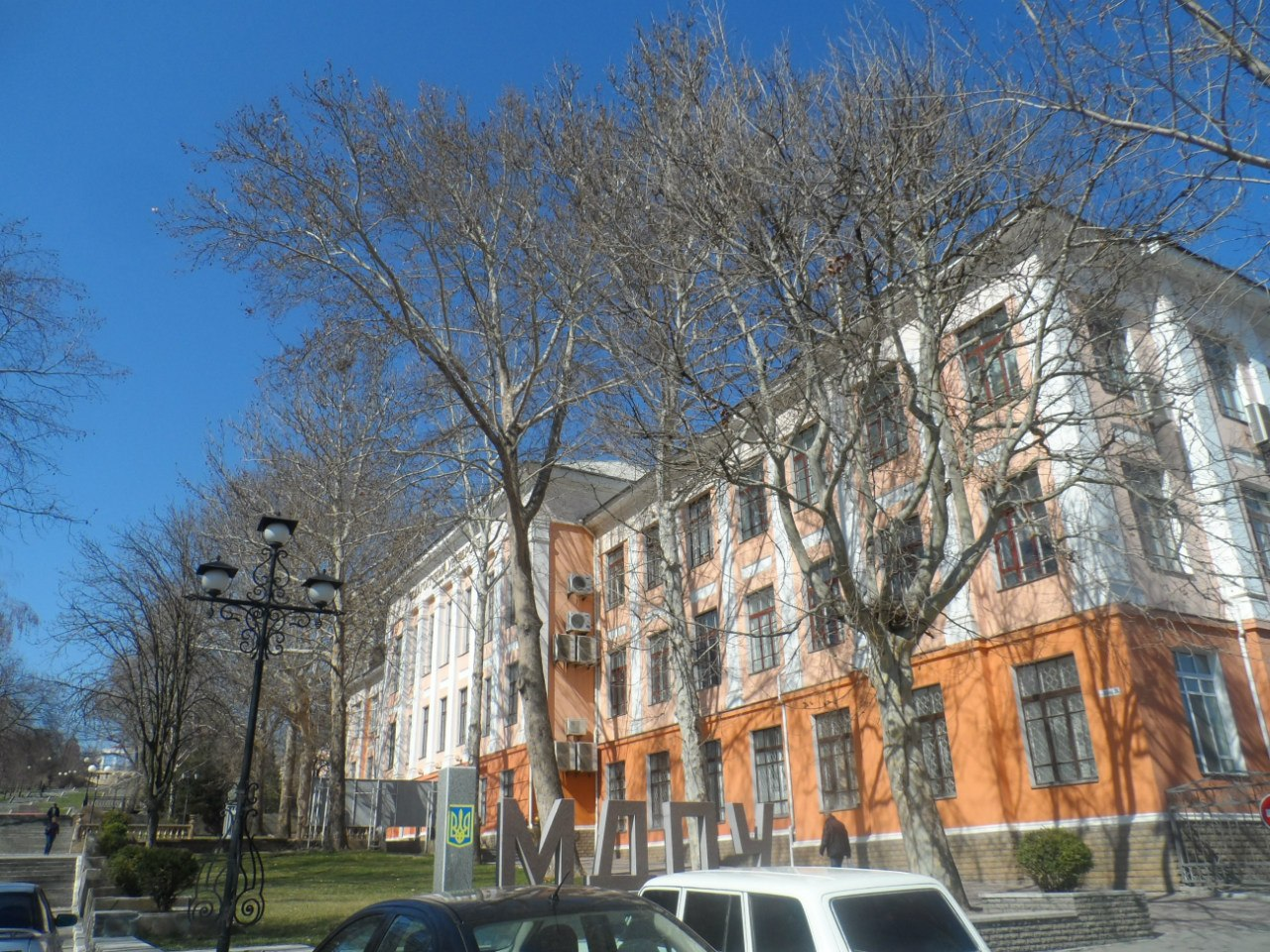
Мелітопольський державний педагогічний університет імені Богдана Хмельницького

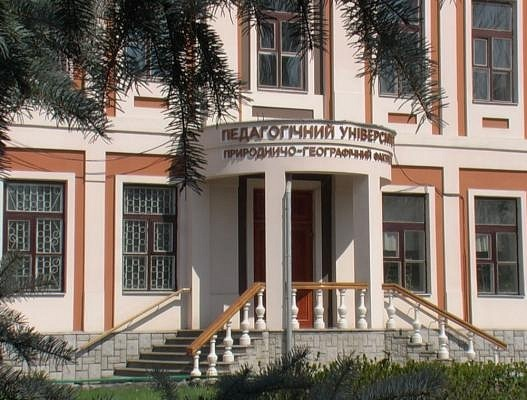
Природничо-географічний факультет

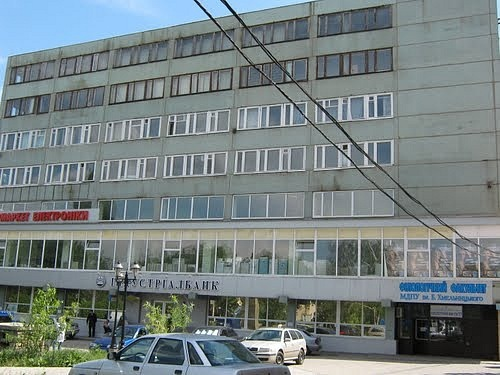
Філологічний факультет

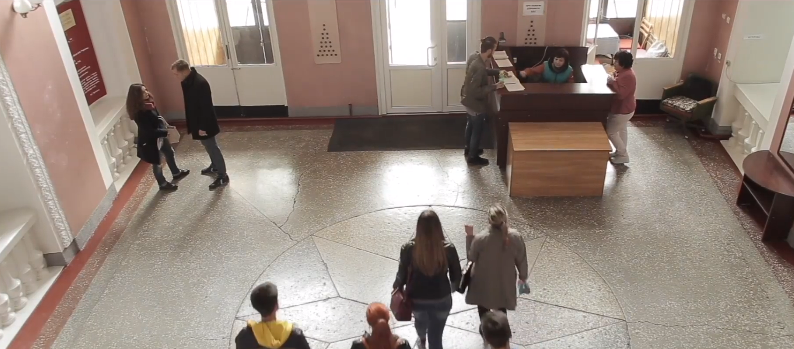
Зйомки фільму «Новенький» в МДПУ, за підтримки ректора Солоненко А. М.

- Природничо-географічному факультеті
- Навчально-науковому інституті соціально-педагогічної та мистецької освіти
- Факультеті інформатики, математики та економіки
- Хіміко-біологічному факультеті
- Філологічному факультеті

Також у складі університету заочне відділення, відділ магістратури, НДІ біорізноманіття, Інформаційно-комп'ютерний центр, Центр дистанційного навчання [Архівовано 9 квітня 2022 у Wayback Machine.], агро-біологічний комплекс, психологічна служба, лабораторія біохімічних досліджень, Центр болгаристики, Центр соціологічних досліджень тощо.

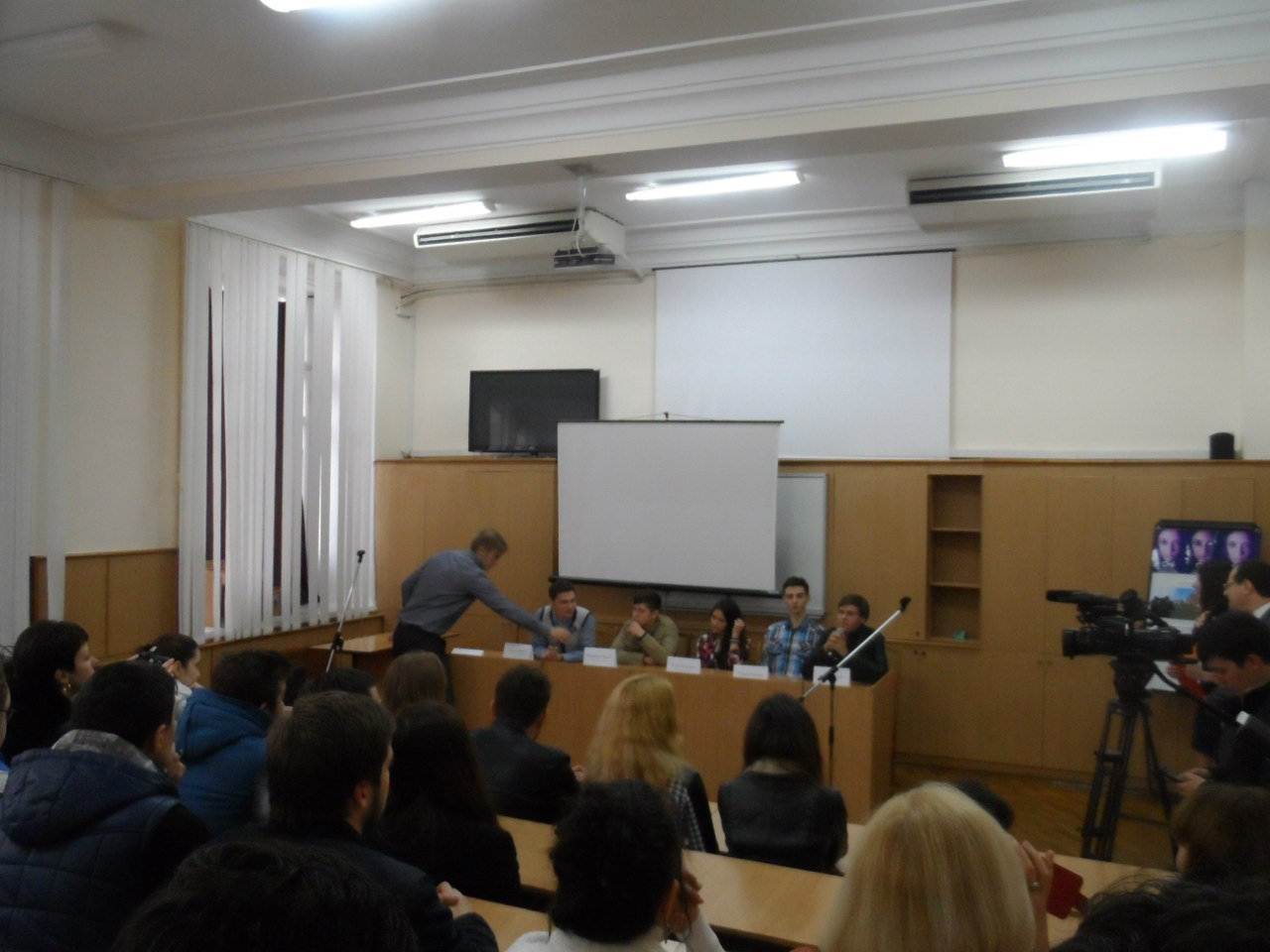
Прем'єра фільму «Очі»

## Загальна інформація
Підготовка здійснюється за 20 напрямами (бакалавр) і 36 спеціальностями (спеціаліст, магістр) на факультетах МДПУ — хіміко-біологічному, природничо-географічному, філологічному факультетах. В університеті виконується підготовка бакалаврів, спеціалістів і магістрів.
На 30 кафедрах університету працює близько 300 викладачів, серед яких 36 — докторів наук, професорів, академіків галузевих академій і 187 кандидатів наук, доцентів. Упродовж останніх років суттєво поновлено зміст навчальних планів і програм, запроваджено комп'ютерні технології, кредитно-модульну систему навчання.
Створена в 2000 році система підготовки майбутніх абітурієнтів, включає підготовче відділення, обласний педагогічний ліцей «Творчість», навчально-консультаційні пункти в сільських районах регіону, школу математики та інформатики, Малу академію наук. Щорічно проводяться учнівська університетська олімпіада «Інтелектуал», регіональний конкурс обдарованої молоді в галузі музичного мистецтва, конкурс «Школа майбутнього», обласна конкурсно-пізнавальна програма «Телеерудит».
В університеті реалізується ідея безперервної педагогічної освіти. Щорічно студентами ВНЗ стають випускники Запорізького, Нікопольського, Бериславського педагогічних коледжів, Хортицького багатопрофільного реабілітаційного центру, які входять до складу навчально-методичного комплексу МДПУ.

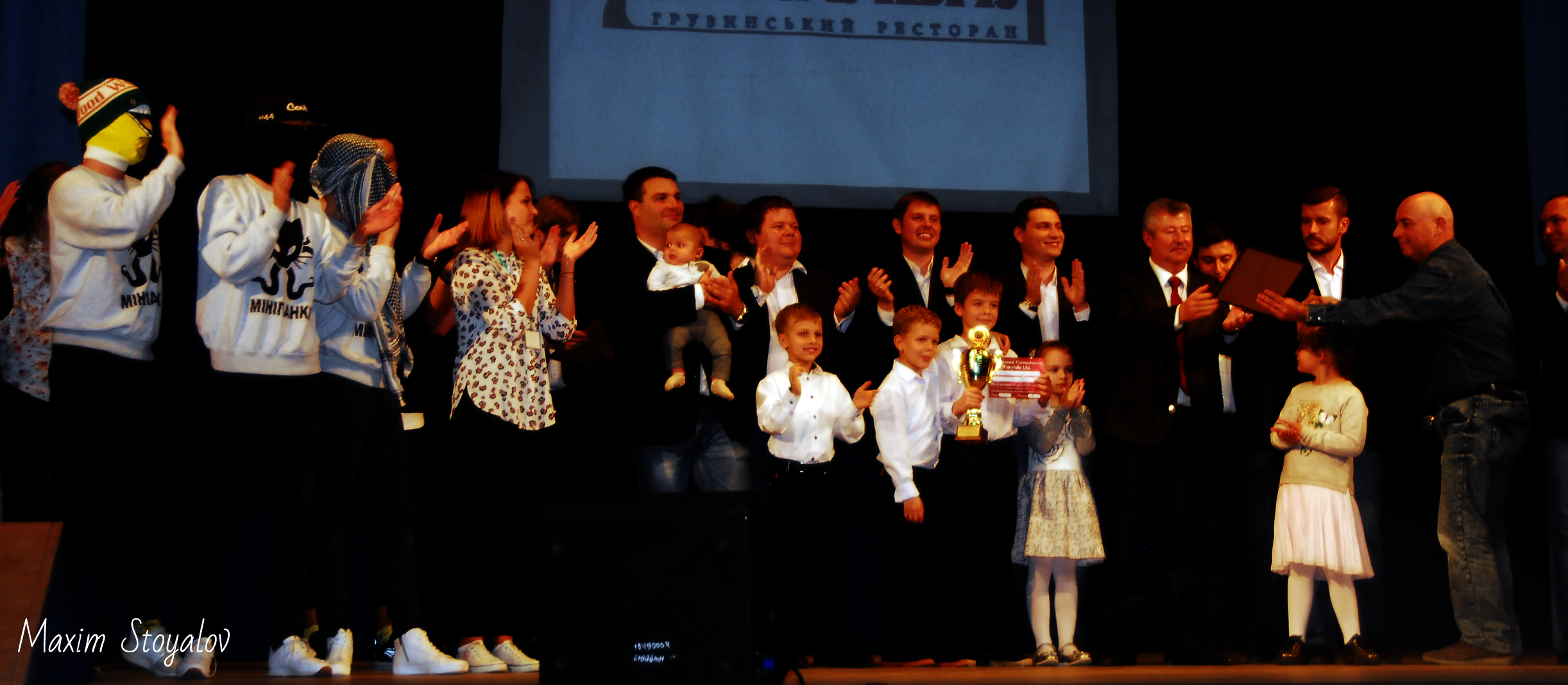
Кубок ректора

Сьогодні в університеті нараховується 7 навчальних корпусів, бібліотека, 2 спортивних зали, 15 комп'ютерних класів, агробіологічний комплекс на базі якого проводиться навчальна і науково-дослідна робота на рівні сучасних вимог, дендрологічний парк, в якому нараховується близько 150 видів дикорослих і культурних дерев, кінноспортивна школа і авіамобільний комплекс.
Мелітопольський педагогічний університет має 2 студентських гуртожитки та їдальню. Для організації відпочинку та оздоровлення викладачів і студентів працює санаторій-профілакторій, навчально-польова база в с. Богатир, навчально-спортивна база у с. Кирилівка, навчально-науково-польовий комплекс у с. Степанівка.
В університеті активно функціонує система студентського самоврядування. Щорічно проводиться молодіжний фестиваль естрадного мистецтва «Університетські зорі», свято краси і грації «Міс університет» і «Містер університет», фестиваль української народної творчості «Козацькому роду нема переводу». Університетська команда КВН «Тайм-аут» стала срібним призером студентської ліги КВН, джаз-квартет «Саунд-Версія» — багаторазовий учасник Всеукраїнських фестивалів сучасної української естрадної пісні.
Створено Центр культури і мистецтва студентської молоді. Працюють колективи художньої самодіяльності, серед яких 4 народних колективи України: оркестр народних інструментів, ансамбль інструментальної музики «Таврійська пектораль», хорова капела, духовий оркестр. Оркестр народних інструментів під керівництвом професора Ю. М. Бая ставав багаторазовим дипломантом і лауреатом міжнародних конкурсів і фестивалів. Різнобічне життя ВНЗ висвітлюється в університетській газеті «Інтелект».
За наслідками рейтингу Міністерства освіти і науки України серед вищих педагогічних закладів України університет у 2003 році зайняв III місце, у 2006 — IV місце.
У 2013 році серед університетів України МДПУ посідає 163 місце («ТОП-200 Україна»), 129 місце («Компас»). У рейтингу університетів «Webometrics» у 2014 -  25 місце.
Студенти беруть участь у громадських, культурних, освітніх і наукових заходах міста, регіону та країни.
Університет бере участь у багатьох громадських, наукових, культурних проєктах міста, регіону, країни.

## Історія
1923 рік — перший випуск вчителів вищими педагогічними курсами.
1930 рік — засновано Інститут соціального виховання.
1933 рік — засновано Мелітопольський державний педагогічний інститут.
1977 рік — створення науково-дослідного інституту «Біорізноманіття».
2000 рік — Мелітопольський державний педагогічний інститут отримав статус університету IV рівня акредитації.
За роки існування навчальний заклад підготував понад 30 тисяч спеціалістів, які успішно працюють як в Україні, так і за її межами. У 2004 році колектив університету за вагомий внесок у розвиток освіти в державі було нагороджено Похвальною грамотою Кабінету Міністрів України.
2009 рік — надано ім'я Богдана Хмельницького.
З 25 листопада 2011 року ректором університету призначено доктора філософських наук, професора Молодиченка В. В.
У 2013 році університет відсвяткував 90 років свого заснування.
З 14 листопада 2017 року на посаду ректора  призначено  доктора біологічних наук, доцента, Солоненка Анатолія Миколайовича.

### Музей університету
Протягом 1960—1990 років було декілька спроб створити музей історії в інституті. Відкриття нового музею історії університету, створеного за ініціативою ректора І. П. Аносова, відбулось 25 вересня 2003 р. і було приурочено святковій події — 80-річчю навчального закладу.
За декілька місяців була проведена пошукова робота щодо збирання, обробки документальних матеріалів, пам'яток та експонатів, які відтворюють історію навчально-виховної, наукової, культурно-масової роботи університету, його бойової і трудової слави за 80 років. В архівних матеріалах місцевого музею пощастило розшукати унікальні фотографії 30-40-х років. Багато цінних експонатів було зібрано завдяки пошуковій роботі М. В. Донченко.
Зараз музей нараховує близько тисячі експонатів: документи, дипломи, залікові книжки, привітальні адреси, медалі, кубки, фотоальбоми, фото та інші речі. На одному із стендів золотими буквами написані імена видатних випускників університету. Вони відомі не тільки в нашому краї, а й в країна та навіть в країнах СНД.
Наявні експозиції таких унікальних матеріалів, як: віньєтки перших випускників Інституту соціального виховання (1933 р.) та педагогічного інституту (1934 р.). Фотоальбом і диплом випускниці 1936 р. О. М. Соскової передав до музею її син В. М. Дятлов, теж випускник і ветеран праці МДПУ. Родичі випускниці 1937 р. Т. Х. Свідлер передали її диплом з відзнакою та атестат учителя. У сімейних архівах онуків випускників співробітники музею розшукали заяву до вступу в інститут 1944 р. від Л. С. Дроган, хлібну картку студента 1946 р., програму першої післявоєнної наукової конференції 1947 р.
У книзі для почесних гостей залишили свої відгуки такі відвідувачі музею, як гості з Болгарії, США, Канади, також ректори, професори та доценти різних вузів, директори підприємств та інші видатні особи з різних місць України.

### Ректори університету
- Фалько Н. М. (з травня 2022)
- Солоненко А. М. (з 2017—2022)
- Молодиченко В. В. (2010—2016)
- Аносов І. П. (1995—2010)
- Тоцький І. Н. (1978—1995)
- Попков О. В. (1964—1977)
- Зозуля П. А. (1961—1964)
- Янковський Б. А. (1949—1961)
- Ткаченко Г. В. (1948—1949)
- Мірошниченко Ф. Д. (1943—1948)
- Семенов І. Д. (1936—1941)
- Орловський Б. Ю. (1928—1935)
- Брейль О. І. (1922—1924)

### Видатні випускники університету
- Арабаджи О. С., кандидат географічних наук, «Відмінник освіти України», «Заслужений працівник освіти України»
- Волох А. М., доктор біологічних наук, зоолог, «Відмінник освіти України»
- Гузик М. П., кандидат педагогічних наук, член-кореспондент НАПН, Народний учитель України, Заслужений працівник освіти України,
- Елькін М. В., кандидат педагогічних наук, професор, член-кореспондент УАН НП, «Заслужений працівник народної освіти України», «Відмінник освіти України»
- Костовський О. М., доктор фізико-математичних наук, професор
- Крижко В. В., кандидат педагогічних наук, професор, ректор Бердянського державного педагогічного університету (2001—2010)
- Максимов  О. С., доктор педагогічних наук, професор, «Відмінник освіти України»
- Мальцева І. А., перший проректор МДПУ ім. Б.Хмельницького, доктор біологічних наук, професор, «Відмінник освіти України»
- Осадчий В. В., доктор педагогічних наук, професор, академік Української Академії Акмеологічних Наук[13], «Відмінник освіти України»
- Пальгуєв О. С., солдат Збройних сил України, боєць Добровольчого корпусу «Правий Сектор»
- Писанець Є. М., доктор біологічних наук, зоолог
- Кармишев Ю. В., кандидат біологічних наук, доцент, герпетолог.
- Слєпкань З. І., доктор педагогічних наук, «Відмінник освіти України», «Заслужений працівник освіти України»
- Солоненко А. М., ректор МДПУ ім. Б. Хмельницького, доктор біологічних наук, доцент, «Відмінник освіти України»
- Табачник Я. П., Народний артист України, Заслужений артист України
- Хачеріді Є. Г., футболіст, центральний захисник національної збірної України та віце-капітан київського «Динамо».[14]

### Почесні професори
- Красімір Мінчев  — Надзвичайний та Повноважний Посол Республіки Болгарія в Україні[15].
- Єремєєв В. С.  [Архівовано 28 лютого 2018 у Wayback Machine.] — професор кафедри інформатики і кібернетики  [Архівовано 3 вересня 2018 у Wayback Machine.], доктор технічних наук, Відмінник освіти України.

## Наукові періодичні видання
- Збірник наукових праць Азово-Чорноморської орнітологічної станції «Бранта». Виходить з 1998 року, один раз на рік.[16]
- Науковий вісник Мелітопольського державного педагогічного університету імені Богдана Хмельницького. Серія: Педагогіка. Виходить з 2008 року, двічі на рік.[17]
- Біологічний вісник Мелітопольського державного педагогічного університету імені Богдана Хмельницького. Виходить з 2011 року, тричі на рік.[18]
- Збірник наукових праць «Інформаційні технології в науці та освіті» кафедри інформатики і кібернетики [Архівовано 3 вересня 2018 у Wayback Machine.]. Виходить з 2004 року.
- Наукове електронне видання Ukrainian Journal of Educational Studies and Information Technology. Виходить з 2015 року, 4 рази на рік.

## Міжнародне співробітництво
Мелітопольський державний педагогічний університет імені Богдана Хмельницького співпрацює з такими закордонними ВНЗ та організаціями: Женевський університет, Інженерно-педагогічний факультет Софіївського технічного університету, Лодзинський університет та ін..